# Leptysma intermedia
Leptysma intermedia är en insektsart som beskrevs av Bruner, L. 1911. Leptysma intermedia ingår i släktet Leptysma och familjen gräshoppor. Inga underarter finns listade i Catalogue of Life.